# Fimbristylis pubisquama
Fimbristylis pubisquama är en halvgräsart som beskrevs av Johannes Hendrikus Kern. Fimbristylis pubisquama ingår i släktet Fimbristylis och familjen halvgräs. IUCN kategoriserar arten globalt som livskraftig. Inga underarter finns listade i Catalogue of Life.